# Insurgentes (métro de Mexico)
 (avril 2019).
Si vous disposez d'ouvrages ou d'articles de référence ou si vous connaissez des sites web de qualité traitant du thème abordé ici, merci de compléter l'article en donnant les références utiles à sa vérifiabilité et en les liant à la section « Notes et références ».
Insurgentes est une station de la ligne 1 du métro de Mexico. Elle est située à l'ouest de Mexico, dans la délégation de Cuauhtémoc.

## Station
La station est ouverte en 1969 et tire son nom de l'avenue los Insurgentes, l'une des principales artères de la ville de Mexico. Elle est située sur le tracé de la route reliant l'État d'Hidalgo au Nord et l'État de Morelos au Sud. La station se trouve à l'intersection de cette avenue avec l'avenue Chapultepec.
Le pictogramme de la station représente la cloche de l'église de Dolores Hidalgo, avec laquelle le prêtre Miguel Hidalgo y Costilla a appelé à se rebeller contre le gouvernement espagnol le 16 septembre 1810. Cette cloche est en effet le symbole du début de la guerre d'indépendance du Mexique (1810)[réf. souhaitée].
Le rond-point, se trouvant aux alentours de la station, a servi de décor pour une scène du film Total Recall avec Arnold Schwarzenegger.